# Michel Pilz
Michel Pilz, (Bad Neustadt an der Saale, 1945. október 28. – Schoenfels, 2023. november 2.) luxemburgi basszusklarinétos, szaxofonista.

## Pályafutása
Pilz klasszikus klarinétozást tanult a Conservatoire de Luxembourg-ban. Utána  dzsesszt kezdett játszani. 1968-ban tagja lett Manfred Schoof kvintettjének Alexander von Schlippenbach, Buschi Niebergall és Mani Neumeier társaságában. A következő években turnézott Európában, Ázsiában és Dél-Amerikában ezzel a kvintettel és a German All Starsszal, meg a Globe Unity Orchestrával. Trióban játszott Peter Kowalddal és Paul Lovensszel. és 1975-77 között tagja volt a Klarinetten-Pool Clarinet Contrastnak Perry Robinsonnal, Theo Jörgensmann-nal, Bernd Konraddal és Hans Kumpffal.
1977-ben létrehozta saját együttesét Buschi Niebergall-lal és a trombitás Itaru Okival. Közben tagja volt az új Manfred Schoof Quintetnek is. Utolsó éveiben trióban játszott Klaus Kugel dobossal és Christian Ramond basszusgitárossal, illetve Peter A. Schmiddel kvartettben.
Pilz nemzedéke úttörőjének számított Luxemburgban a dzsesszben. 2023. november 2-án Michel Pilz 78 éves korában hunyt el.

## Lemezválogatás
- Pilz / Kowald / Lovens: Carpathes (1976)
- Pilz, Niebergall, Scht: Celeste (1979)
- Jamabiko (1983)
- Michel Pilz Quartet: Melu Sina (Itaru Oki, Christian Ramond, Peter Weiss (1991)
- Euro-Quartet: Convergences (Luciano Pagliarini, André Mergenthaler, François Méchali (1992)
- Peter A. Schmid, Michel Pilz, Herbert Kramis, Dominik Burger: Schmilz (2002)
- Burkard Kunkel / Willi Kappich / Michel Pilz: Day on Earth (2008)
- Michel Pilz/Bob Degen: Tilly's Eyes (Markus Schieferdecker, Peter Perfido (2021)
- Georg Ruby-Michel Pilz: Deuxième Bureau (2011)
- TOPP Quartet: Kadmos Christof Thewes, Jan Oestreich, Peter Perfido (2012)
- Ruby-Pilz-Weber & Brochier Rimbaud #4 (2015)
- Michel Pilz & Jean Noël Cognard: Ressuage, Itaru Oki, Benjamin Duboc, Patrick Müller, Sébastian Rivas (2021)
- Michel Pilz & Benoît Martiny: De Gudde Wëllen (2017)
- Phase 0; Vedran Mutić, Benoît Martiny, Paul Gehl, Renate van der Vyver
- Michel Pilz, Reiner Winterschladen, Frank Paul Schubert, Christian Ramond, Klaus Kugel: Yamabiko Quintet (2022)
- Frank Paul Schubert, Michel Pilz, Stefan Scheib & Klaus Kugel: Live at FreeJazzSaar (2024)

## Fordítás
Ez a szócikk részben vagy egészben  a   Michel Pilz című német Wikipédia-szócikk ezen változatának fordításán alapul.  Az eredeti cikk szerkesztőit annak laptörténete sorolja fel. Ez a jelzés csupán a megfogalmazás eredetét és a szerzői jogokat jelzi, nem szolgál a cikkben szereplő információk forrásmegjelöléseként.